# Rareș Dumitrescu
Rareș Dumitrescu (Brașov, 24 dicembre 1983) è uno schermidore rumeno, specializzato nella sciabola. Ha vinto una medaglia d'argento ai Giochi olimpici, una medaglia d'oro ed una d'argento ai Campionati mondiali di scherma.

## Palmarès
In carriera ha conseguito i seguenti risultati:
- Giochi olimpici

 Sciabola a squadre: argento nella sciabola a squadre.
- Mondiali

Adalia 2009: oro nella sciabola a squadre e argento individuale.
Parigi 2010: bronzo nella sciabola a squadre.
- Europei

Zalaegerszeg 2005: bronzo nella sciabola a squadre.
Smirne 2006: oro nella sciabola a squadre.
Plovdiv 2009: argento nella sciabola a squadre.
Legnano 2012: argento nella sciabola a squadre.